# Белогорский, Анатолий Иванович
Анатолий Иванович Белогорский (1904 — 1986) — советский военачальник, генерал-лейтенант. Участник Гражданской, Советско-польской, Советско-румынской и 
Великой Отечественной войн.

## Биография
Родился 11 августа 1904 года в Санкт-Петербурге в семье военного педагога, генерал-майора И. А. Белогорского.

### Участие в Гражданской, Советско-польской и Советско-румынской войнах
С 1918 года призван в ряды РККА, участник Гражданской войны в составе 12-го мортирного дивизиона 8-й армии, воевал на Южном фронте, участник боёв под Воронежем и Задонском против частей белогвардейских генералов А. Г. Шкуро и К. К. Мамонтова. С 1920 года воевал на Кавказском фронте, в составе 1-го Терского полка и 92-го кавалерийского полка 16-й кавалерийской дивизии в качестве конного разведчика. С 1921 по 1922 год — помощник адъютанта 37-х Тихорецких командных курсов, был участником борьбы с бандитизмом на Юге России. В 1923 году окончил Ростовские командные кавалерийские курсы. 
С 1923 по 1932 год служил в Северо-Кавказском военном округе в должностях командира взвода и эскадрона 7-ко кавалерийского полка 2-й Ставропольской кавалерийской дивизии, участник подавления кулацких выступлений в Терской области, в составе полка участвовал в разоружении бандитских формирований Дагестана и Чечни. С 1932 по 1936 год служил в составе 5-й кавалерийской дивизии в должностях помощника начальника штаба 30-го кавалерийского полка и начальника штаба 26-го кавалерийского полка. С 1936 по 1938 год — начальник штаба 111-го кавалерийского полка 28-й кавалерийской дивизии. С 1938 по 1941 год — командир 86-го кавалерийского полка 32-й кавалерийской дивизии, в составе полка и дивизии был участником присоединения Западной Украины и Бессарабской кампании.

### Великая Отечественная война
С марта по ноябрь 1941 год — начальник штаба 5-й кавалерийской дивизии 2-го кавалерийского корпуса 9-й армии в составе Южного фронта, дивизия вела боевые действия на реке Прут. С октября 1941 года в составе дивизии участвовал в контрнаступления под Москвой, участвовал в боях под Серпуховым, Каширой и обороной Каширской ГРЭС. 
С 29 ноября 1941 по 7 февраля 1943 год — командир 14-й кавалерийской дивизии, с 25 декабря 1941 года за боевые отличия в Елецкой наступательной операции в ходе контрнаступления под Москвой дивизия была преобразована в 6-ю гвардейскую кавалерийскую дивизию, вошедшую в состав 3-го гвардейского кавалерийского корпуса Юго-Западного фронта. С января по март 1942 года во главе дивизии участвовал в Барвенково-Лозовской операции. С 12 по 28 мая 1942 года дивизия в составе 28-й армии участвовала в Харьковской операции. С 3 июля 1942 года дивизия в составе 21-й армии участвовала в Воронежско-Ворошиловградской операции. В декабре 1942 года дивизия в составе Сталинградского фронта участвовала в операции «Зимняя гроза». С января по февраль 1943 года дивизия участвовала в Ростовской наступательной операции с целью освобождения Ростова на Дону.
С февраля по август 1943 года — начальник штаба 19-го кавалерийского корпуса в составе Брянского и Центрального фронтов. С августа 1943 по май 1944 года — заместитель командира, с мая 1944 по июль 1945 года — начальник штаба 8-го механизированного корпуса в составе 2-го Украинского фронта и 2-го Белорусского фронтов, участвовал в Днепровско-Карпатской операции, Уманско-Ботошанской операции, Восточно-прусской операции, Восточно-Померанской операции и Берлинской наступательной операции.

### Послевоенный период
С июля 1945 по март 1946 года — начальник штаба 8-й гвардейской механизированной дивизии 1-й гвардейской танковой армии в составе Группы советских войск в Германии. С 1946 по 1949 год — командир 29-й танковой дивизии в составе Белорусского военного округа.  С 1949 по 1950 год проходил обучение на академических курсах при   Военной ордена Ленина академии бронетанковых и механизированных войск Красной Армии имени И. В. Сталина.
С 1950 по 1955 год — командир 18-й гвардейской механизированной дивизии в составе Киевского военного округа. 
С 1955 по 1958 год — командир 27-го гвардейского стрелкового корпуса. В 1958 году окончил заочное отделение Военной академии РККА имени М. В. Фрунзе. С 1959 по 1961 год — помощник командующего Киевского военного округа по высшим военным училищам. С 1961 по 1968 год — начальник Управления военно-учебных заведений Министерства обороны СССР.
С 1968 года в отставке.
Скончался 9 мая 1986 года в Москве, похоронен на Хованском кладбище.

## Высшие воинские звания
- Генерал-майор (1.09.1943)
- Генерал-лейтенант (18.02.1958)[10]

## Награды
- Орден Ленина (21 февраля 1945)
- пять орденов Красного Знамени (12 ноября 1941, 6 апреля 1943, 3 ноября 1944, 20 июня 1949, 22 февраля 1968)
- Орден Суворова II степени (31 мая 1945) — за умелое и мужественное руководство боевыми операциями и за достигнутые в результате этих операций успехи в боях с немецко-фашистскими захватчиками[11]
- Орден Отечественной войны I степени (22 декабря 1943)
- Медаль «XX лет Рабоче-Крестьянской Красной Армии» (1938)
- Медаль «За оборону Москвы» (1 мая 1944)
- Медаль «За оборону Сталинграда» (22 декабря 1942)
- Медаль «За взятие Кенигсберга» (9 июня 1945)
- Медаль «За победу над Германией в Великой Отечественной войне 1941—1945 гг.» (9 мая 1945)
- Медаль «30 лет Советской Армии и Флота» (1948)
- Медаль «40 лет Вооружённых Сил СССР» (1957)[12][13]

### Иностранные награды
- Крест Храбрых
- Медаль «За Варшаву 1939—1945»[14]

### Почётные звания
- Почетный гражданин Каширского района Московской области (28 февраля 1973)[15]